# Kazín (hradiště)
Kazín je pravěké výšinné opevněné sídliště a zaniklý vrcholně středověký hrad na skalním ostrohu Kazín na pravém břehu Berounky, severně od obce Jíloviště a poblíž hradiště Humensko. Archeologické stopy jsou chráněny jako kulturní památka. Předmětem ochrany je hradiště Kazín na vymezených pozemcích.

## Historie
Pravěké hradiště je doloženo nálezy z konečné fáze středního eneolitu, z období řivnáčské kultury. Starší středověký název lokality je neznámý. Jméno Kazín bylo s vrchem spojeno až během romantismu v devatenáctém století. August Sedláček místo chybně spojil s tvrzí Bluk. Rozsah a podoba terénních pozůstatků odpovídá středověkému hradu. Literaturou uváděné středověké nálezy jsou ztracené a při novodobých sběrech byl nalezen pouze pravěký materiál. Václav Krolmus na vrcholu viděl a popsal kamenné zdi.

## Popis
Hradiště leží na ostrohu, který se táhne ve směru východ–západ. Západní strana ostrožny je úzká, tyčí se nad řekou Berounkou, na jihu ostrožnu vymezuje rokle s potokem. Pozůstatky hradiště jsou v terénu patrné, ale není jasné, které relikty patří k pravěkému a které ke středověkému osídlení. Lokalita byla poškozena výkopy v devatenáctém století a archeologickým výzkumem Jana Axamita zaměřeným na pravěkou fázi osídlení.
Samotné hradiště je složeno ze dvou částí: z jádra a předhradí. Předhradí má přibližně obdélný půdorys, na severu a na východě obklopený širokým příkopem. Na jižní straně je patrný náznak parkánu. Na severní straně se vně příkopu dochoval val. Jádro je od předhradí odděleno dalším příkopem. Povrch jádra je velmi členitý, ale nelze rozlišit, zda jsou terénní útvary pozůstatky staveb nebo výkopů. Pokud jde o zbytky staveb, mohly by nerovnosti v zadní části areálu náležet rozměrné dlouhé stavbě a menší zástavba stála také podél severního okraje jádra.